# 米爾扎加塞米
米爾扎加塞米（波斯語：میرزاقاسمی）是北部伊朗地区流行的一道菜式，主要材料为茄子，加入蒜泥、番茄、薑黃、黄油、鸡蛋等进行搅拌后烤制而成，一般使用法国砂锅制作，多搭配米饭和麵包食用。